# ブラッドリー・ジョセフ

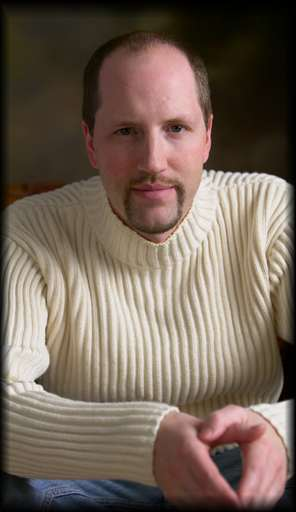
ブラッドリー・ジョセフ

ブラッドリー・ジョセフ（Bradley Joseph 、1965年 - ）は、アメリカの作曲家、ピアニスト、キーボード奏者、編曲家、レコーディング・アーティストである。ミネソタ州ウィルマー (Willmar)生まれ。
彼は、グラミー賞受賞者のシーナ・イーストンの国際的なステージでキーボード奏者および共同音楽ディレクターとして長年活動してきた。そして、ヤニー(Yanni)の6つの大きなコンサートツアーでキーボード奏者を務めている。彼は、1993年12月25日にアクロポリスで行われたヤニーのライブにも参加しており、このライブのアルバムとビデオ「アクロポリスの幻影～ヤニー・ライブ」(Yanni Live at the Acropolis)はプラチナX10アルバムになっている。また、2003年にはヤニーの世界ツアーEthnicityに参加している。
1994年からは自分自身を表現したいという欲求に駆られて単独活動を始め、デビューアルバムHear The Massesを発表した。1997年には第2作Raptureをナラダ・プロダクションから発表した。続く7作は彼自身のレコードレーベル Robbins Island Music から発表しており、これによりそれまで同様ツアーを続けながらも十分に時間をかけて作曲をすることができるようになった。彼の音楽は、ピアノソロからオーケストラの作曲に及び、編曲はコンテンポラリーインストゥルメンタル、イージーリスニング、スムーズジャズ、ニューエイジ・ミュージック、クラシック音楽の聴衆に心地よく届くものである。